# Lijst van voetbalinterlands Nieuw-Caledonië - Vanuatu
Deze lijst van voetbalinterlands is een overzicht van alle officiële voetbalwedstrijden tussen de nationale teams van Nieuw-Caledonië en Vanuatu. De landen hebben tot op heden dertien keer tegen elkaar gespeeld. De eerste ontmoeting, een vriendschappelijke wedstrijd, werd gespeeld op 15 mei 2004 in Nouméa. Het laatste duel, een halve finale van de Pacifische Spelen 2023, vond plaats op 28 november 2023 in Honiara (Salomonseilanden).

## Wedstrijden
| №  | Plaats    | Datum            | Competitie             | Wedstrijd                 | Uitslag |
| -- | --------- | ---------------- | ---------------------- | ------------------------- | ------- |
| 1  | Nouméa    | 17 juli 2007     | Vriendschappelijk      | Nieuw-Caledonië − Vanuatu | 5 − 3   |
| 2  | Nouméa    | 19 juli 2007     | Vriendschappelijk      | Nieuw-Caledonië − Vanuatu | 0 − 2   |
| 3  | Port Vila | 14 juni 2008     | WK 2010 kwalificatie   | Vanuatu − Nieuw-Caledonië | 1 − 1   |
| 4  | Nouméa    | 21 juni 2008     | WK 2010 kwalificatie   | Nieuw-Caledonië − Vanuatu | 3 − 0   |
| 5  | Port Vila | 24 januari 2011  | Vriendschappelijk      | Vanuatu − Nieuw-Caledonië | 0 − 0   |
| 6  | Nouméa    | 27 januari 2011  | Pacifische Spelen 2011 | Nieuw-Caledonië − Vanuatu | 5 − 0   |
| 7  | Honiara   | 1 juni 2012      | WK 2014 kwalificatie   | Vanuatu − Nieuw-Caledonië | 2 − 5   |
| 8  | Port Vila | 26 maart 2016    | Vriendschappelijk      | Vanuatu − Nieuw-Caledonië | 2 − 1   |
| 9  | Port Vila | 2 december 2017  | Vriendschappelijk      | Vanuatu − Nieuw-Caledonië | 2 − 1   |
| 10 | Port Vila | 14 november 2018 | Vriendschappelijk      | Vanuatu − Nieuw-Caledonië | 0 − 1   |
| 11 | Port Vila | 17 november 2018 | Vriendschappelijk      | Vanuatu − Nieuw-Caledonië | 2 − 2   |
| 12 | Nouméa    | 8 oktober 2023   | Melanesië Cup 2023     | Nieuw-Caledonië − Vanuatu | 4 − 0   |
| 13 | Honiara   | 28 november 2023 | Pacifische Spelen 2023 | Nieuw-Caledonië − Vanuatu | 1 − 0   |

## Samenvatting
| Competitie        | Totaal gespeeld | Winst Nw.-Caledonië | Gelijk | Winst Vanuatu | Doelsaldo Nw.-Caledonië – Vanuatu |
| ----------------- | --------------- | ------------------- | ------ | ------------- | --------------------------------- |
| WK-kwalificatie   | 3               | 2                   | 1      | 0             | 9 − 3                             |
| Melanesië Cup     | 1               | 1                   | 0      | 0             | 4 − 0                             |
| Pacifische Spelen | 2               | 2                   | 0      | 0             | 6 − 0                             |
| Vriendschappelijk | 7               | 2                   | 2      | 3             | 10 − 11                           |
| Totaal            | 13              | 7                   | 3      | 3             | 29 − 14                           |

FCF · A-internationals ·
Nieuw-Caledonisch vrouwenelftal
2000 – 2009 ·
2010 – 2019 ·
2020 − 2029
Amerikaans-Samoa ·
Australië ·
Bulgarije ·
Cookeilanden ·
Estland ·
Fiji ·
Guadeloupe ·
Guam ·
Martinique ·
Mauritius ·
Nieuw-Zeeland ·
Papoea-Nieuw-Guinea ·
Salomonseilanden ·
Samoa ·
Tahiti ·
Tonga ·
Vanuatu ·
VFF · 
Vanuatuaans vrouwenelftal
Interlands
Tegenstander:
Amerikaans-Samoa ·
Australië ·
Brunei ·
Cookeilanden ·
Estland ·
Fiji ·
Guam ·
Guinee ·
India ·
Indonesië ·
Libanon ·
Mongolië ·
Nieuw-Caledonië ·
Nieuw-Zeeland ·
Papoea-Nieuw-Guinea ·
Salomonseilanden ·
Samoa ·
Tahiti ·
Tonga